# Hexagonale Anisotropie

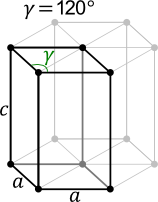
Bravais-Gitter eines hexagonal anisotropen Kristalls

Die hexagonale Anisotropie (von altgriechisch ἑξα hexá „sechs“,  und γωνία gōnía „Winkel“), gehörend zur gleichnamigen Kristallfamilie, ist eine spezielle Art der Richtungsabhängigkeit eines Werkstoffs/Materials.
Die hexagonale Kristallfamilie umfasst das trigonale Kristallsystem mit dreizähliger Dreh- oder Drehinversionsachse und das hexagonale Kristallsystem mit sechszähliger Dreh- oder Drehinversionsachse. Hexagonal anisotrope Materialien gibt es entsprechend in vier Varianten:
1. mit einer dreizähligen Drehachse (gR1),
2. mit einer dreizähligen Drehinversionsachse (gR2)
3. mit einer sechszähligen Drehachse (gR3) und
4. mit einer sechszähligen Drehinversionsachse (gR4)

Die hexagonale Anisotropie hat infolgedessen vier Symmetriegruppen gR1 bis gR4. Materialtheoretisch enthält der erste Typ alle anderen und der vierte Typ ist Spezialfall der ersten drei.

## Allgemeines
Hexagonal anisotrope Materialien besitzen folgende Materialeigenschaften:
- Das Kraft-Verformungs-Verhalten ändert sich nicht, wenn das Material um 120 Grad auf der Grundebene gedreht wird, die im Bild von den Seiten a erzeugt wird. Bei Materialien mit sechszähliger Drehachse sind halb so große Drehungen um 60 Grad ohne Einfluss.
- Bei Varianten mit Drehinversionsachse kann auch um 180 Grad an den a-Seiten gedreht werden, ohne dass sich das Materialverhalten ändern würde.

In der linearen Elastizität reduzieren sich die Varianten gR3,4 auf die transversale Isotropie und die ersten beiden zeigen eine Zug-Scher-Kopplung wie sie auch in der monoklinen Anisotropie vorkommt. Ein hexagonal anisotropes linear elastisches Material der ersten Variante besitzt maximal sieben, das der zweiten maximal sechs und das der dritten und vierten maximal fünf Materialparameter.:392 f
Ein Material ist isotrop, wenn es richtungsunabhängig dasselbe Kraft-Verformungs-Verhalten hat. Bei anisotropen Materialien ist das Kraft-Verformungs-Verhalten von der Belastungsrichtung abhängig. Die hexagonale Anisotropie ist ein Spezialfall der triklinen Anisotropie und enthält ihrerseits die transversale Isotropie als Spezialfall.
Hexagonal Anisotrop sind unter anderem
- Eis,
- Quarz, das zweithäufigste Mineral der Erdkruste,
- die Metalle Titan, Magnesium, Kobalt, Zink sowie
- Wolframcarbid, ein Hauptbestandteil vieler Hartmetallsorten,
- Graphit und einige Flüssigkristalle sowie
- Beryll und dessen Modifikationen wie Smaragd und Aquamarin.

## Symmetriegruppen
Die Richtungsabhängigkeit eines Materials zeichnet sich dadurch aus, dass das Kraft-Verformungs-Verhalten unabhängig (invariant) ist gegenüber nur bestimmten Drehungen des Materials. Diese Drehungen bilden zusammen mit der Punktspiegelung die Symmetriegruppe des Materials.:381
Das hexagonale Material besitzt eine Symmetrieebene, in der 120-Grad-Drehungen keinen Einfluss auf das Materialverhalten haben. Diese Ebene wird üblicherweise durch die ersten beiden Basisvektoren ê1,2 eines Orthonormalsystems aufgespannt; die 3-Richtung ê3, um die mit 120° gedreht wird, ist dazu senkrecht und die 1-Richtung parallel zu einer der Grundseiten a. Die Vektoren ê1,2,3 werden im Folgenden Strukturvektoren genannt, weil sie die Struktur des Materials beschreiben.
Die Invarianz gegenüber der Drehung um die 3-Achse veranschaulichen zwei Experimente an einem Teilchen: Im ersten Experiment bringt man am Teilchen eine bestimmte Kraft auf und misst die resultierende Verformung. Im zweiten Experiment dreht man das Material um 120 Grad um die 3-Achse. Dann bringt man dieselbe Kraft auf wie im ersten Experiment und misst erneut die Verformung. Bei hexagonalem Material wird man im zweiten Experiment dieselbe Verformung messen wie im ersten. Und zwar auch bei nicht-linear elastischem Materialverhalten. In den anderen Varianten kann man das Material auch um 60-Grad um die 3-Achse oder um 180-Grad um die 1-Achse drehen, ohne dass sich das Materialverhalten ändern würde.
Die Abhängigkeit von den Transformationen des Materials erkennt man, wenn man im zweiten Experiment nicht um Vielfache von 60 Grad oder um eine andere Richtung dreht, die aber nicht in der Grundebene liegt. Wenn nicht transversale oder vollständige Isotropie vorliegt, wird man nun immer eine andere Verformung messen wie im ersten Experiment.
Die angesprochenen Transformationen werden in der Kontinuumsmechanik durch orthogonale Tensoren Q repräsentiert. Eine Symmetriegruppe gR besteht aus denjenigen Transformationen, die die Formänderungsenergie w  invariant lassen. Mathematisch wird das mit dem Verzerrungstensor E durch
{\displaystyle \mathbf {Q} \in g_{R}\quad \leftrightarrow \quad w(\mathbf {Q\cdot E\cdot Q} ^{\top })=w(\mathbf {E} )} für alle E
ausgedrückt.:379 Darin bedeutet „·“ das Matrizenprodukt und das hochgestellte „⊤“ eine Transponierung. Mit Q gehört auch -Q zur Symmetriegruppe, was durch Hinzufügen des negativen Einheitstensors -1, der eine Punktspiegelung repräsentiert, zu gR berücksichtigt wird. Die Symmetriegruppen der hexagonal anisotropen Materialien sind:384f
- bei dreizähliger Drehachse: {\displaystyle g_{R1}=\left\{-\mathbf {1} ,\mathbf {Q} _{3}^{2{\frac {\pi }{3}}}\right\}}, Gruppenordnung=6
- bei dreizähliger Drehinversionsachse: {\displaystyle g_{R2}=\left\{-\mathbf {1} ,\mathbf {Q} _{3}^{2{\frac {\pi }{3}}},\mathbf {Q} _{1}^{\pi }\right\}}, Gruppenordnung=12
- bei sechszähliger Drehachse: {\displaystyle g_{R3}=\left\{-\mathbf {1} ,\mathbf {Q} _{3}^{\frac {\pi }{3}}\right\}}, Gruppenordnung=12
- bei sechszähliger Drehinversionsachse: {\displaystyle g_{R4}=\left\{-\mathbf {1} ,\mathbf {Q} _{3}^{\frac {\pi }{3}},\mathbf {Q} _{1}^{\pi }\right\}}, Gruppenordnung=24

Darin steht {\displaystyle \mathbf {Q} _{k}^{\alpha }} für den orthogonalen Tensor, der mit dem Winkel α in Radiant um die k-Achse dreht. Die 180-Grad-Drehung um die 2-Achse ist wegen {\displaystyle \mathbf {Q} _{2}^{\pi }=\mathbf {Q} _{3}^{\frac {\pi }{3}}\cdot \mathbf {Q} _{3}^{\frac {\pi }{3}}\cdot \mathbf {Q} _{3}^{\frac {\pi }{3}}\cdot \mathbf {Q} _{1}^{\pi }} in gR4 enthalten, nicht jedoch in gR2.

## Invarianten
In der isotropen Hyperelastizität hängt die Formänderungsenergie von den Hauptinvarianten I1,2,3 des Verzerrungstensors E ab:
w(E)=w(I1, I2, I3)
Die analoge Darstellung der Anisotropie erfordert, dass ein komplettes System von skalarwertigen Funktionen bekannt ist, die unter allen Transformationen in der Symmetriegruppe gR invariant sind.:380 In der hexagonalen Anisotropie sind die folgenden Terme Invarianten::384f
| Dreizählige Drehachse gR1         | Dreizählige Drehachse gR1                     | Dreizählige Drehachse gR1 | Dreizählige Drehachse gR1 |
| --------------------------------- | --------------------------------------------- | ------------------------- | ------------------------- |
| E11+E22,                          | E33,                                          | E33,                      | E33,                      |
| E11 E22-E122,                     | E132+E232,                                    |                           |                           |
| (E22-E11) E23−2 E12 E13,          | (E11-E22) E13−2 E12 E23,                      |                           |                           |
| E13 (E132−3 E232),                | E13 [(E11+E22)2+4 (E122-E222)]-8 E11 E12 E23, |                           |                           |
| E23 (E232−3 E132),                | E23 [(E11+E22)2+4 (E122-E222)]+8 E11 E12 E13, |                           |                           |
| 3 E12 (E11-E22)2−4 E123,          | E11 E232+E22 E132−2 E23 E13 E12,              |                           |                           |
| E11 [(E11+3 E22)2−12 E122],       |                                               |                           |                           |
| (E11-E22) E13 E23+E12 (E232-E132) |                                               |                           |                           |

| Dreizählige Drehinversionsachse gR2           | Dreizählige Drehinversionsachse gR2 | Dreizählige Drehinversionsachse gR2 | Dreizählige Drehinversionsachse gR2 |
| --------------------------------------------- | ----------------------------------- | ----------------------------------- | ----------------------------------- |
| E11+E22,                                      | E33,                                | E11 E22-E122,                       |                                     |
| E132+E232,                                    | E132+E232,                          | E11 [(E11+3 E22)2−12 E122],         |                                     |
| E23 (E232−3 E132),                            | E23 (E232−3 E132),                  | (E11-E22) E23−2 E12 E13,            |                                     |
| E23 [(E11+E22)2+4 (E122-E222)]+8 E11 E12 E13, |                                     |                                     |                                     |
| E11 E132+E22 E232+2 E23 E13 E12               |                                     |                                     |                                     |

| Sechszählige Drehachse gR3                                  | Sechszählige Drehachse gR3                         | Sechszählige Drehachse gR3       | Sechszählige Drehachse gR3 |
| ----------------------------------------------------------- | -------------------------------------------------- | -------------------------------- | -------------------------- |
| E11+E22,                                                    |                                                    | E33,                             |                            |
| E11 E22-E122,                                               | E11 E22-E122,                                      | E132+E232,                       |                            |
| 3 E12 (E11-E22)2−4 E123,                                    | 3 E12 (E11-E22)2−4 E123,                           | E11 [(E11+3 E22)2−12 E122],      |                            |
| E132 (E132−3 E232)2,                                        | E132 (E132−3 E232)2,                               | E11 E232+E22 E132−2 E23 E13 E12, |                            |
| (E22-E11) E13 E23+E12 (E132-E232),                          |                                                    |                                  |                            |
| E23 E13 [(E11+E22)2−4 (E222-E122)]+4 E11 E12 (E232-E132),   |                                                    |                                  |                            |
| E132 [(E11+E22)2+4 (E122-E222)]...                          |                                                    |                                  |                            |
|                                                             | ...-2 E11 [(E11+3 E22) (E132+E232)-4 E23 E13 E12], |                                  |                            |
| E11 (E134+3 E234)+2 E22 E132 (E132+3 E232)-8 E12 E23 E133,  |                                                    |                                  |                            |
| E12 [(E132+E232)2+4 E232 (E132-E232)]-4 E133 E23 (E11-E22), |                                                    |                                  |                            |
| E13 E23 [3 (E132-E232)2−4 E132 E232]                        |                                                    |                                  |                            |

| Sechszählige Drehinversionsachse gR4                       | Sechszählige Drehinversionsachse gR4              | Sechszählige Drehinversionsachse gR4 | Sechszählige Drehinversionsachse gR4 |
| ---------------------------------------------------------- | ------------------------------------------------- | ------------------------------------ | ------------------------------------ |
| E11+E22,                                                   | E33,                                              | E11 E22-E122,                        | E132+E232,                           |
| E11 [(E11+3 E22)2−12 E122],                                | E11 [(E11+3 E22)2−12 E122],                       | E11 E232+E22 E132−2 E23 E13 E12,     | E11 E232+E22 E132−2 E23 E13 E12,     |
| E11 (E134+3 E234)+2 E22 E132 (E132+3 E232)-8 E12 E23 E133, |                                                   |                                      |                                      |
| E132 (E132−3 E232)2,                                       |                                                   |                                      |                                      |
| E132 [(E11+E22)2+4 (E122-E222)]...                         |                                                   |                                      |                                      |
|                                                            | … −2 E11 [(E11+3 E22) (E132+E232)-4 E23 E13 E12)] |                                      |                                      |

In den Auflistungen ist Eij := êi·E·êj für i,j=1,2,3 und ê1,2,3 sind die #Strukturvektoren.

## Spezialfälle der hexagonalen Anisotropie
Die hexagonale Anisotropie mit dreizähliger Drehachse enthält alle hexagonalen Anisotropien als Spezialfälle, und die hexagonale Anisotropie mit dreizähliger Drehinversionsachse oder sechszähliger Drehachse enthält diejenige mit sechszähliger Drehinversionsachse als Spezialfall. Diese ist also als Spezialfall in allen Typen der hexagonalen Anisotropie enthalten.
Die hexagonale Anisotropie mit sechszähliger Drehinversionsachse besitzt wiederum die Transversale Isotropie und Isotropie als Spezialfälle.

## Hexagonal anisotrope lineare Elastizität
Gegeben sind zwei Tensoren zweiter Stufe {\displaystyle {\boldsymbol {\sigma }}} und {\displaystyle {\boldsymbol {\varepsilon }}} mit 3×3-Koeffizienten {\displaystyle \sigma _{ij}} bzw. {\displaystyle \varepsilon _{ij}}. Der allgemeinste lineare Zusammenhang, den es zwischen diesen Koeffizienten gibt, ist:
{\displaystyle f_{C}:\varepsilon _{kl}\rightarrow \sigma _{ij}=\sum _{k,l=1}^{3}C_{ijkl}\varepsilon _{kl}}.
Darin sind {\displaystyle C_{ijkl}} 81 Koeffizienten mit denen die neun Komponenten {\displaystyle \varepsilon _{ij}} auf neun Komponenten {\displaystyle \sigma _{ij}} abgebildet werden. In der linearen Elastizitätstheorie, in der der symmetrische Spannungstensor {\displaystyle {\boldsymbol {\sigma }}} eine lineare Funktion des ebenfalls symmetrischen Verzerrungstensors {\displaystyle {\boldsymbol {\varepsilon }}} ist, reduziert sich die Anzahl der unabhängigen Tensor-Komponenten auf sechs, so dass nur 36 Koeffizienten unabhängig sind (wegen  {\displaystyle C_{ijkl}=C_{jikl}=C_{ijlk}}). Die Hyperelastizität bewirkt die zusätzliche Symmetrie {\displaystyle C_{ijkl}=C_{klij}}, sodass nur maximal 21 Koeffizienten ausreichen, um ein linear elastisches Material zu beschreiben.
Der Zusammenhang zwischen Spannungen und Verzerrungen kann in Voigt’scher Notation auch als Matrizengleichung geschrieben werden. In einem hexagonal anisotropen, linear elastischen Material existiert eine Orthonormalbasis, die #Strukturvektoren ê1,2,3, in der die Spannungs-Dehnungs-Beziehung die Form:391

{\displaystyle {\begin{bmatrix}\sigma _{1}\\\sigma _{2}\\\sigma _{3}\\\sigma _{4}\\\sigma _{5}\\\sigma _{6}\\\end{bmatrix}}={\begin{bmatrix}C_{11}&C_{12}&C_{13}&C_{14}&C_{15}&0\\C_{12}&C_{11}&C_{13}&-C_{14}&-C_{15}&0\\C_{13}&C_{13}&C_{33}&0&0&0\\C_{14}&-C_{14}&0&C_{44}&0&-C_{15}\\C_{15}&-C_{15}&0&0&C_{44}&C_{14}\\0&0&0&-C_{15}&C_{14}&{\frac {C_{11}-C_{12}}{2}}\end{bmatrix}}{\begin{bmatrix}\varepsilon _{1}\\\varepsilon _{2}\\\varepsilon _{3}\\2\varepsilon _{4}\\2\varepsilon _{5}\\2\varepsilon _{6}\\\end{bmatrix}}}.
annimmt. Hier wurde mittels der Zuordnung 11→1, 22→2, 33→3, 23→4, 13→5 und 12→6 die Anzahl der Indizes halbiert. Die Steifigkeitsmatrix C mit den sieben unabhängigen Komponenten Cij repräsentiert den Elastizitätstensor des Materials. Bei dreizähliger Drehinversionsachse (in gR2) entfällt der Parameter C15, sodass nur sechs Koeffizienten ausreichen, und bei sechszähliger Dreh- oder Drehinversionsachse ist zusätzlich C14=0, sodass fünf Parameter das Material vollständig beschreiben.
Da die Inverse der Steifigkeitsmatrix, die sogenannte Nachgiebigkeitsmatrix, an denselben Stellen besetzt ist wie die Steifigkeitsmatrix, ist ersichtlich, dass reiner Zug in 1-Richtung mit σ1 ≠ 0, σi = 0 sonst, wie bei isotropen Materialien auch, Normaldehnungen in den anderen Raumrichtungen hervorruft. Bei dreizähliger Dreh- oder Drehinversionsachse bewirkt der reine Zug in 1- oder 2-Richtung eine Schubverzerrung in der 13-Ebene, was die hexagonale Anisotropie von der monoklinen Anisotropie und ihren Spezialfällen unterscheidet.

### Materialparameter
Die Koeffizienten Cij der Steifigkeitsmatrix haben die Dimension von Kraft pro Fläche und sind Parameter des Materials. Die Materialparameter können nicht beliebig gewählt werden, sondern müssen gewissen Stabilitätskriterien genügen. Diese folgen aus der Forderung, dass die Steifigkeits- und Nachgiebigkeitsmatrizen positiv definit sein müssen.
Notwendig dafür ist:
- Alle Diagonalelemente der Steifigkeits- und Nachgiebigkeitsmatrix müssen positiv sein (damit sich das Material in Zugrichtung streckt, wenn man daran zieht, und nicht staucht) und
- die Determinante der Steifigkeits- und Nachgiebigkeitsmatrix muss positiv sein (damit es unter Druck komprimiert und nicht expandiert).

Notwendig und hinreichend ist, das alle sechs Eigenwerte der Steifigkeitsmatrix positiv sind, denn dann sind es die der Nachgiebigkeitsmatrix ebenfalls.
Werden an einem realen Werkstoff Materialparameter identifiziert, die diesen Stabilitätskriterien widersprechen, ist Vorsicht geboten.

### Hydrostatischer Spannungszustand und Kompressibilität
Der hydrostatische Spannungszustand stellt sich in einem allseitigem Druck ausgesetzten Körper ein. Wegen des auf der Erdoberfläche allgegenwärtigen Luftdrucks, ist dieser Zustand dort überall präsent. Wenn ein Körper aus kompressiblem isotropem Material zusammengedrückt wird, dann schrumpft er in allen Raumrichtungen gleichermaßen. Ein kompressibles hexagonal anisotropes Material schrumpft in jeder Raumrichtung unterschiedlich, wird dabei aber, anders als bei monokliner Anisotropie, nicht geschert.
Das ist am einfachsten mit der Nachgiebigkeitsmatrix S nachzuweisen, die an denselben Stellen von null verschiedene Einträge Sij aufweist wie die Steifigkeitsmatrix:
{\displaystyle {\begin{bmatrix}\varepsilon _{1}\\\varepsilon _{2}\\\varepsilon _{3}\\2\varepsilon _{4}\\2\varepsilon _{5}\\2\varepsilon _{6}\\\end{bmatrix}}={\begin{bmatrix}S_{11}&S_{12}&S_{13}&S_{14}&S_{15}&0\\S_{12}&S_{11}&S_{13}&-S_{14}&-S_{15}&0\\S_{13}&S_{13}&S_{33}&0&0&0\\S_{14}&-S_{14}&0&S_{44}&0&-S_{15}\\S_{15}&-S_{15}&0&0&S_{44}&S_{14}\\0&0&0&-S_{15}&S_{14}&2(S_{11}-S_{12})\end{bmatrix}}{\begin{bmatrix}-p\\-p\\-p\\0\\0\\0\end{bmatrix}}=-p{\begin{bmatrix}S_{11}+S_{12}+S_{13}\\S_{12}+S_{11}+S_{13}\\2S_{13}+S_{33}\\0\\0\\0\end{bmatrix}}}
Darin ist p der Druck. Beim hexagonal anisotropen, linear elastischen Werkstoff kommt es bei allseitigem Druck zu keiner Scherung. Die Kompression wird von den oberen drei Einträgen im rechten Vektor repräsentiert und wenn die Summe gemäß
{\displaystyle 2(S_{11}+S_{12}+2S_{13})+S_{33}=0}
verschwindet, ist das Material in erster Näherung inkompressibel, siehe Deviator. Der Kompressionsmodul K ergibt sich aus dem Kehrwert:
{\displaystyle {\begin{aligned}&\varepsilon _{1}+\varepsilon _{2}+\varepsilon _{3}=\varepsilon _{v}={\frac {\mathrm {v} -V}{V}}=-p\cdot [2(S_{11}+S_{12}+2S_{13})+S_{33}]\\&\rightarrow K:=-{\frac {\mathrm {d} p}{\frac {\mathrm {d} \mathrm {v} }{V}}}={\frac {1}{2(S_{11}+S_{12}+2S_{13})+S_{33}}}\end{aligned}}}
Darin ist V das Volumen bei p=0 und v dasjenige beim aktuellen Druck.

### Herleitung
In der Hyperelastizität ergeben sich die Spannungen aus der Ableitung der Formänderungsenergie nach den Dehnungen. Damit die Spannungen linear in den Dehnungen sind, muss demnach die Formänderungsenergie quadratisch in den Dehnungen sein, denn nur dann ist ihre Ableitung linear. Unter Verwendung der #Invarianten kann der Ansatz:392
{\displaystyle {\begin{aligned}w({\boldsymbol {\varepsilon }}):=&{\frac {a}{2}}(\varepsilon _{11}+\varepsilon _{22})^{2}+(b-a)(\varepsilon _{11}\varepsilon _{22}-\varepsilon _{12}^{2})+c(\varepsilon _{11}+\varepsilon _{22})\varepsilon _{33}\\&+{\frac {d}{2}}\varepsilon _{33}^{2}+2e(\varepsilon _{13}^{2}+\varepsilon _{23}^{2})+2f[(\varepsilon _{11}-\varepsilon _{22})\varepsilon _{23}+2\varepsilon _{12}\varepsilon _{13}]\\&+2g[(\varepsilon _{11}-\varepsilon _{22})\varepsilon _{13}-2\varepsilon _{12}\varepsilon _{23}]\end{aligned}}}
mit sieben Parametern a bis g gemacht werden. Bei dreizähliger Drehinversionsachse ist g=0 und bei sechszähliger Symmetrie ist zusätzlich f=0. Nicht-linear hyperelastisches Verhalten kann modelliert werden, indem die Parameter a bis g durch Funktionen der Invarianten ersetzt werden und/oder die #Invarianten höherer Ordnung berücksichtigt werden, siehe Hyperelastizität#Orthotrope Hyperelastizität.:380
Um die Formänderungsenergie nach ε ableiten zu können, müssen die Komponenten εij als Funktion des Tensors ε ausgedrückt werden. Das gelingt mit der Darstellung des Frobenius-Skalarprodukts „:“ als Spur:
{\displaystyle \mathbf {A} :\mathbf {B} :=\mathrm {Spur} (\mathbf {A^{\top }\cdot B} )}
Darin bedeutet „·“ das Matrizenprodukt und das hochgestellte ⊤ eine Transponierung. Mit der Abkürzung {\displaystyle \mathbf {K} _{ij}={\tfrac {1}{2}}({\hat {e}}_{i}\otimes {\hat {e}}_{j}+{\hat {e}}_{j}\otimes {\hat {e}}_{i})} für die symmetrisierten dyadischen Produkte ⊗ der #Strukturvektoren ê1,2,3 ist dann
{\displaystyle \mathbf {K} _{ij}:{\boldsymbol {\varepsilon }}={\frac {1}{2}}(\varepsilon _{ij}+\varepsilon _{ji})=\varepsilon _{ij}\quad \rightarrow \quad {\frac {\mathrm {d} \varepsilon _{ij}}{\mathrm {d} {\boldsymbol {\varepsilon }}}}=\mathbf {K} _{ij}}
Aus dem Ansatz der Formänderungsenergie berechnen sich die Spannungen zu
{\displaystyle {\begin{aligned}{\boldsymbol {\sigma }}={\frac {\mathrm {d} w}{\mathrm {d} {\boldsymbol {\varepsilon }}}}=&a(\varepsilon _{11}+\varepsilon _{22})(\mathbf {K} _{11}+\mathbf {K} _{22})+(b-a)(\varepsilon _{22}\mathbf {K} _{11}+\varepsilon _{11}\mathbf {K} _{22}-2\varepsilon _{12}\mathbf {K} _{12})\\&+c[\varepsilon _{33}(\mathbf {K} _{11}+\mathbf {K} _{22})+(\varepsilon _{11}+\varepsilon _{22})\mathbf {K} _{33}]+d\varepsilon _{33}\mathbf {K} _{33}+4e(\varepsilon _{13}\mathbf {K} _{13}+\varepsilon _{23}\mathbf {K} _{23})\\&+2f[\varepsilon _{23}(\mathbf {K} _{11}-\mathbf {K} _{22})+(\varepsilon _{11}-\varepsilon _{22})\mathbf {K} _{23}+2(\varepsilon _{13}\mathbf {K} _{12}+\varepsilon _{12}\mathbf {K} _{13})]\\&+2g[\varepsilon _{13}(\mathbf {K} _{11}-\mathbf {K} _{22})+(\varepsilon _{11}-\varepsilon _{22})\mathbf {K} _{13}-2(\varepsilon _{23}\mathbf {K} _{12}+\varepsilon _{12}\mathbf {K} _{23})]\end{aligned}}}
oder in Voigt-Notation im ê1,2,3-System
{\displaystyle {\begin{bmatrix}\sigma _{11}\\\sigma _{22}\\\sigma _{33}\\\sigma _{23}\\\sigma _{13}\\\sigma _{12}\end{bmatrix}}={\begin{bmatrix}a\varepsilon _{11}+b\varepsilon _{22}+c\varepsilon _{33}+2f\varepsilon _{23}+2g\varepsilon _{13}\\b\varepsilon _{11}+a\varepsilon _{22}+c\varepsilon _{33}-2f\varepsilon _{23}-2g\varepsilon _{13}\\c(\varepsilon _{11}+\varepsilon _{22})+d\varepsilon _{33}\\2e\varepsilon _{23}+f(\varepsilon _{11}-\varepsilon _{22})-2g\varepsilon _{12}\\2e\varepsilon _{13}+2f\varepsilon _{12}+g(\varepsilon _{11}-\varepsilon _{22})\\-2g\varepsilon _{23}+2f\varepsilon _{13}+(a-b)\varepsilon _{12}\end{bmatrix}}={\begin{bmatrix}a&b&c&f&g&0\\b&a&c&-f&-g&0\\c&c&d&0&0&0\\f&-f&0&e&0&-g\\g&-g&0&0&e&f\\0&0&0&-g&f&{\frac {a-b}{2}}\end{bmatrix}}{\begin{bmatrix}\varepsilon _{11}\\\varepsilon _{22}\\\varepsilon _{33}\\2\varepsilon _{23}\\2\varepsilon _{13}\\2\varepsilon _{12}\end{bmatrix}}}
Die Parameter lassen sich den Einträgen in der #Steifigkeitsmatrix direkt zuordnen. Ableitung der Spannungen nach den Dehnungen liefert den konstanten und symmetrischen Elastizitätstensor 4. Stufe:
{\displaystyle {\begin{aligned}\mathbb {C} :={\frac {\mathrm {d} {\boldsymbol {\sigma }}}{\mathrm {d} {\boldsymbol {\varepsilon }}}}=&a(\mathbf {K} _{11}+\mathbf {K} _{22})\otimes (\mathbf {K} _{11}+\mathbf {K} _{22})\\&+(b-a)(\mathbf {K} _{22}\otimes \mathbf {K} _{11}+\mathbf {K} _{11}\otimes \mathbf {K} _{22}-2\mathbf {K} _{12}\otimes \mathbf {K} _{12})\\&+c(\mathbf {K} _{33}\otimes (\mathbf {K} _{11}+\mathbf {K} _{22})+(\mathbf {K} _{11}+\mathbf {K} _{22})\otimes \mathbf {K} _{33})+d\mathbf {K} _{33}\otimes \mathbf {K} _{33}\\&+4e(\mathbf {K} _{13}\otimes \mathbf {K} _{13}+\mathbf {K} _{23}\otimes \mathbf {K} _{23})\\&+2f[\mathbf {K} _{23}\otimes (\mathbf {K} _{11}-\mathbf {K} _{22})+(\mathbf {K} _{11}-\mathbf {K} _{22})\otimes \mathbf {K} _{23}+2(\mathbf {K} _{13}\otimes \mathbf {K} _{12}+\mathbf {K} _{12}\otimes \mathbf {K} _{13})]\\&+2g[\mathbf {K} _{13}\otimes (\mathbf {K} _{11}-\mathbf {K} _{22})+(\mathbf {K} _{11}-\mathbf {K} _{22})\otimes \mathbf {K} _{13}-2(\mathbf {K} _{23}\otimes \mathbf {K} _{12}+\mathbf {K} _{12}\otimes \mathbf {K} _{23})]\end{aligned}}}
Die Voigt-Notation der Tensoren Kij mit i≠j besitzen den Eintrag ½ an einer Stelle und sonst nur nullen. Mit den Definitionen Vi=Kii für i=1,2,3 und V4=2K23, V5=2K13 sowie V6=2K12, deren Koeffizienten nur Nullen und Einsen sind, entsteht eine Darstellung des Elastizitätstensors, an der seine Voigt-Notation direkt ablesbar ist:
{\displaystyle {\begin{aligned}\mathbb {C} =&(&a\mathbf {V} _{1}&+b\mathbf {V} _{2}&+c\mathbf {V} _{3}&+f\mathbf {V} _{4}&+g\mathbf {V} _{5}&&)\otimes \mathbf {V} _{1}\\&+(&b\mathbf {V} _{1}&+a\mathbf {V} _{2}&+c\mathbf {V} _{3}&-f\mathbf {V} _{4}&-g\mathbf {V} _{5}&&)\otimes \mathbf {V} _{2}\\&+(&c\mathbf {V} _{1}&+c\mathbf {V} _{2}&+d\mathbf {V} _{3}&&&&)\otimes \mathbf {V} _{3}\\&+(&f\mathbf {V} _{1}&-f\mathbf {V} _{2}&&+e\mathbf {V} _{4}&&-g\mathbf {V} _{6}&)\otimes \mathbf {V} _{4}\\&+(&g\mathbf {V} _{1}&-g\mathbf {V} _{2}&&&+e\mathbf {V} _{5}&+f\mathbf {V} _{6}&)\otimes \mathbf {V} _{5}\\&+(&&&&-g\mathbf {V} _{4}&+f\mathbf {V} _{5}&+{\frac {a-b}{2}}\mathbf {V} _{6}&)\otimes \mathbf {V} _{6}\end{aligned}}}

### Gründe für die Besetztheit der Steifigkeitsmatrix
In diesem Abschnitt wird die Frage geklärt, warum die #Steifigkeitsmatrix nur an den gegebenen Stellen besetzt ist. In der 6×6-Steifigkeitsmatrix können 21 unabhängige Materialkonstanten Cij auftreten; im Fall der hexagonalen Anisotropie sind es fünf bis sieben. Warum das so ist, wird nachfolgend dargestellt.
Das maßgebliche Element der #Symmetriegruppen ist die 120-Grad- oder 60-Drehung um die 3-Achse. Der der 120-Grad-Drehung entsprechende orthogonale Tensor
{\displaystyle \mathbf {Q} _{3}^{2{\frac {\pi }{3}}}={\frac {1}{2}}{\begin{pmatrix}-1&-{\sqrt {3}}&0\\{\sqrt {3}}&-1&0\\0&0&2\end{pmatrix}}}
kann im 123-System mit einer Drehmatrix identifiziert werden. Bei hexagonaler Anisotropie gilt:
{\displaystyle w({\boldsymbol {\varepsilon }})=w(\mathbf {Q} _{3}^{2{\frac {\pi }{3}}}\cdot {\boldsymbol {\varepsilon }}\cdot \mathbf {Q} _{3}^{2{\frac {\pi }{3}}\top })}
Die Transformation kann in Voigt’scher Notation mit einer 6×6-Matrix R ausgeführt werden:
{\displaystyle [{\boldsymbol {\varepsilon }}']:=[\mathbf {Q} _{3}^{2{\frac {\pi }{3}}}\cdot {\boldsymbol {\varepsilon }}\cdot \mathbf {Q} _{3}^{2{\frac {\pi }{3}}\top }]=R[{\boldsymbol {\varepsilon }}],\quad [{\boldsymbol {\varepsilon }}]:={\begin{bmatrix}\varepsilon _{11}\\\varepsilon _{22}\\\varepsilon _{33}\\2\varepsilon _{23}\\2\varepsilon _{13}\\2\varepsilon _{12}\end{bmatrix}}}
mit
{\displaystyle {\begin{aligned}R=&{\begin{bmatrix}Q_{11}^{2}&Q_{12}^{2}&Q_{13}^{2}&{\frac {1}{2}}q_{1213}&{\frac {1}{2}}q_{1113}&{\frac {1}{2}}q_{1112}\\Q_{21}^{2}&Q_{22}^{2}&Q_{23}^{2}&{\frac {1}{2}}q_{2223}&{\frac {1}{2}}q_{2123}&{\frac {1}{2}}q_{2122}\\Q_{31}^{2}&Q_{32}^{2}&Q_{33}^{2}&{\frac {1}{2}}q_{3233}&{\frac {1}{2}}q_{3133}&{\frac {1}{2}}q_{3132}\\q_{2131}&q_{2232}&q_{2333}&q_{2233}&q_{2133}&q_{2132}\\q_{1131}&q_{1232}&q_{1333}&q_{1233}&q_{1133}&q_{1132}\\q_{1121}&q_{1222}&q_{1323}&q_{1223}&q_{1123}&q_{1122}\end{bmatrix}}\\=&{\frac {1}{4}}{\begin{bmatrix}1&3&0&0&0&{\sqrt {3}}\\3&1&0&0&0&-{\sqrt {3}}\\0&0&4&0&0&0\\0&0&0&-2&2{\sqrt {3}}&0\\0&0&0&-2{\sqrt {3}}&-2&0\\-2{\sqrt {3}}&2{\sqrt {3}}&0&0&0&-2\end{bmatrix}}\end{aligned}}}
und der Abkürzung {\displaystyle q_{ijkl}:=Q_{ij}Q_{kl}+Q_{il}Q_{kj}} mit den Komponenten Qij des Tensors {\displaystyle \mathbf {Q} _{3}^{2{\frac {\pi }{3}}}}. Obige Bedingung an die Formänderungsenergie lautet mit diesen Matrizen
{\displaystyle w({\boldsymbol {\varepsilon }})={\frac {1}{2}}[{\boldsymbol {\varepsilon }}]^{\top }C[{\boldsymbol {\varepsilon }}]=w({\boldsymbol {\varepsilon }}')={\frac {1}{2}}[{\boldsymbol {\varepsilon }}']^{\top }C[{\boldsymbol {\varepsilon }}']={\frac {1}{2}}[{\boldsymbol {\varepsilon }}]^{\top }R^{\top }CR[{\boldsymbol {\varepsilon }}]\quad \rightarrow \quad C':=R^{\top }CR=C}
Die Bedingung C=C′ an die Steifigkeitsmatrix ist komponentenweise zu erfüllen und führt auf das lineare Gleichungssystem
{\displaystyle {\begin{aligned}C_{16}=&{\frac {1}{16}}(4{\sqrt {3}}C_{66}-3^{\frac {3}{2}}C_{22}-8C_{16}+2{\sqrt {3}}C_{12}+{\sqrt {3}}C_{11})\\C_{22}=&{\frac {1}{16}}(12C_{66}+4{\sqrt {3}}C_{26}+C_{22}+43^{\frac {3}{2}}C_{16}+6C_{12}+9C_{11})\\C_{23}=&{\frac {1}{4}}(2{\sqrt {3}}C_{36}+C_{23}+3C_{13})\\C_{24}=&-{\frac {1}{8}}(6C_{56}+2{\sqrt {3}}C_{46}+{\sqrt {3}}C_{25}+C_{24}+3^{\frac {3}{2}}C_{15}+3C_{14})\\C_{25}=&-{\frac {1}{8}}(2{\sqrt {3}}C_{56}-6C_{46}+C_{25}-{\sqrt {3}}C_{24}+3C_{15}-3^{\frac {3}{2}}C_{14})\\C_{26}=&-{\frac {1}{16}}(4{\sqrt {3}}C_{66}+8C_{26}+{\sqrt {3}}C_{22}+2{\sqrt {3}}C_{12}-3^{\frac {3}{2}}C_{11})\\C_{33}=&C_{33}\\C_{34}=&-{\frac {1}{2}}({\sqrt {3}}C_{35}+C_{34})\\C_{35}=&-{\frac {1}{2}}(C_{35}-{\sqrt {3}}C_{34})\\C_{36}=&-{\frac {1}{4}}(2C_{36}+{\sqrt {3}}C_{23}-{\sqrt {3}}C_{13})\\C_{44}=&{\frac {1}{4}}(3C_{55}+2{\sqrt {3}}C_{45}+C_{44})\\C_{45}=&{\frac {1}{4}}({\sqrt {3}}C_{55}-2C_{45}-{\sqrt {3}}C_{44})\\C_{46}=&{\frac {1}{8}}(2{\sqrt {3}}C_{56}+2C_{46}+3C_{25}+{\sqrt {3}}C_{24}-3C_{15}-{\sqrt {3}}C_{14})\\C_{55}=&{\frac {1}{4}}(C_{55}-2{\sqrt {3}}C_{45}+3C_{44})\\C_{56}=&{\frac {1}{8}}(2C_{56}-2{\sqrt {3}}C_{46}+{\sqrt {3}}C_{25}-3C_{24}-{\sqrt {3}}C_{15}+3C_{14})\\C_{66}=&{\frac {1}{16}}(4C_{66}+4{\sqrt {3}}C_{26}+3C_{22}-4{\sqrt {3}}C_{16}-6C_{12}+3C_{11})\end{aligned}}}
für die Komponenten Cij der symmetrischen 6×6-Matrix C. Die Lösung
{\displaystyle {\begin{aligned}C_{22}=&C_{11},&C_{23}=&C_{13},&C_{24}=&-C_{14},&C_{25}=&-C_{15},\\C_{46}=&-C_{15},&C_{55}=&C_{44},&C_{56}=&C_{14},&C_{66}=&{\frac {C_{11}-C_{12}}{2}}\end{aligned}}}
{\displaystyle C_{16}=C_{26}=C_{34}=C_{35}=C_{36}=C_{45}=0}
ergibt die angegebene #Steifigkeitsmatrix. Bei dreizähliger Drehinversionsachse ist zusätzlich {\displaystyle \mathbf {Q} _{1}^{\pi }} Element der Symmetriegruppe, das wie bei Tetragonale Anisotropie#Gründe für die Besetztheit der Steifigkeitsmatrix aufgezeigt, C14=0 erfordert. In der Variante mit sechszähliger Drehachse ist
{\displaystyle \mathbf {Q} _{3}^{\frac {\pi }{3}}={\frac {1}{2}}{\begin{pmatrix}2&0&0\\0&1&-{\sqrt {3}}\\0&{\sqrt {3}}&1\end{pmatrix}}}
Element der Symmetriegruppe gR3 was analog
{\displaystyle {\begin{aligned}C_{22}=&C_{11},&C_{23}=&C_{13},&C_{55}=&C_{44},&C_{66}=&{\frac {C_{11}-C_{12}}{2}}\end{aligned}}}
{\displaystyle C_{14}=C_{15}=C_{16}=C_{24}=C_{25}=C_{26}=C_{34}=C_{35}=C_{36}=C_{45}=C_{46}=C_{56}=0}
mit sich bringt und die Steifigkeitsmatrix in der transversalen Isotropie mit ê3 als Vorzugsrichtung erzeugt.